# Drepananthus magnificus
Drepananthus magnificus là loài thực vật có hoa thuộc họ Na. Loài này được Friedrich Ludwig Emil Diels mô tả khoa học đầu tiên năm 1927 dưới danh pháp Cyathocalyx magnificus. Năm 2010 Surveswaran S. et al. chuyển nó sang chi  Drepananthus.

## Phân bố
Borneo.